# Fasciosminthurus pontignanoi
Fasciosminthurus pontignanoi is een springstaartensoort uit de familie van de Bourletiellidae. De wetenschappelijke naam van de soort is voor het eerst geldig gepubliceerd in 1992 door Bretfeld.